# Bremer Tonnen- und Bakenwesen

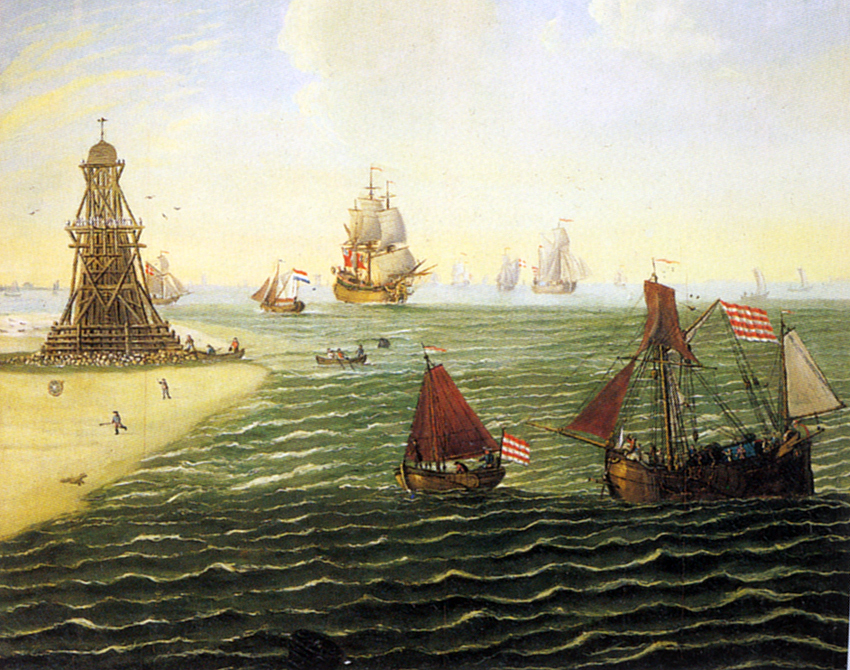
Bremer Tonnenbojer vor der Bremer Bake im Hohe Weg Watt

Das Bremer Tonnen- und Bakenwesen war die Organisationsstruktur, die im Auftrag der Stadt Bremen seit (spätestens) dem frühen 15. Jahrhundert das Auslegen, Aufstellen und Unterhalten von Seezeichen – wie schwimmenden Tonnen und festen Baken – in der Unter- und der Außenweser betrieb. Die längste Zeit lag diese Aufgabe bei der bremischen Kaufmannschaft, 1878 übernahm das preußisch-oldenburgisch-bremische Tonnen- und Bakenamt die Kompetenzen und im Jahre 1921 schließlich die Wasserstraßendirektion des Deutschen Reichs.

## Die Anfänge
Der Ursprung des Bremer Tonnen- und Bakenwesen ist nicht dokumentiert. Die älteste schriftliche Überlieferung von Fahrwassermarkierungen der Stadt, stammt vom 16. Juni 1410, als Bremen einen Friedensvertrag mit den Rüstringer Häuptlingen Edo Wiemken, Lübbe und Memme Sibet schloss. Darin erhielten die Bremer das Recht, in der Wesermündung „tunnen to leggen un kennunge to setten“. Die Rüstringer verpflichteten sich, diese zu achten und zu beschützen. Es ist wahrscheinlich, dass dieses Abkommen tatsächlich den Anfang der systematischen Markierung der Unter- und Außenweser durch bremische Tonnen und Baken darstellt, da die kriegerischen Verhältnisse vor Unterzeichnung des Friedensvertrages ein solches Vorhaben schwer durchführbar gemacht haben dürften.
Die Frage der Hoheit über die Weser war auch im Laufe der folgenden Jahrhunderte immer wieder strittig. Nachdem die Stadt Anfang des 15. Jahrhunderts zunächst mit gefälschten Urkunden, die vorgeblich von Kaiser Heinrich V. ausgestellt worden waren, ihre Ansprüche auf die Unterweser hatte belegen wollen, bestätigte Kaiser Karl V. am 20. Juli 1541 der Stadt die Hoheit über die Unterweser, inklusive des Rechts der Verfolgung und Aburteilung von Seeräubern, des Setzens von Seezeichen und des Erhebens von Tonnengeld:
„Wir Karl der Funfft, von gots gnaden Romischer Kayser … bekennen offentlich mit diesem brief und thuen kundt allermenigelich das sy auf dem straum der Weser von und under der stat Bremen an bis in die saltzen sehe an baiden ufern oder seiten des wasserstraumbs alle oberkait, recht, gerechtigkait, jurisdiction, gepott und verpott haben und uben.“
Dagegen standen später vor allem die Interessen der oldenburgischen Grafen, die 1623 von Kaiser Ferdinand II. das Recht zugesprochen bekamen, auf alle flussauf- und flussabwärtsfahrenden Schiffe Zoll zu erheben, den sogenannten „Elsflether Weserzoll“, sowie ab dem 17. Jahrhundert die Ansprüche Schwedens, das als Verwalter des Reichsterritoriums Bremen-Verden versuchte, mit der Festungsstadt Carlsburg die Kontrolle über die Wesermündung zu erlangen.

## DieVorstenderen der Tunnen

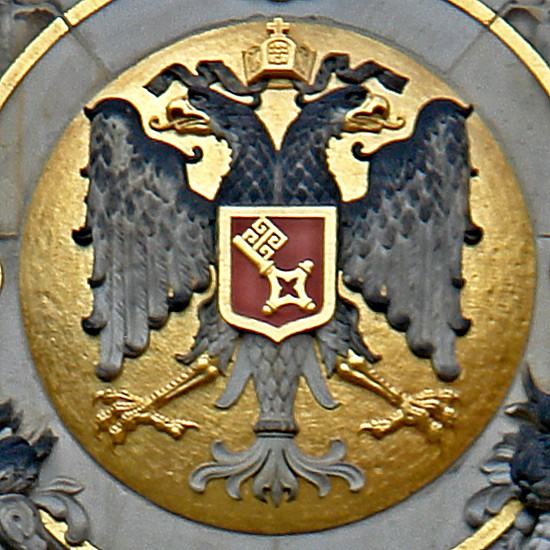
Das Wappen der Bremer Kaufmannschaft am Schütting

Einige Jahre nach Unterzeichnung des Vertrages mit den Rüstringern übertrug der Rat der Stadt 1426 die Fahrwassermarkierung den Olderlüden des Koopmanns (‚Elterleuten des Kaufmanns‘), den Vorsitzenden der bremischen Kaufmannschaft. Für die Organisation des Tonnen- und Bakenwesen und das Erheben einer Gebühr zur Finanzierung der Seezeichen bestimmten die Elterleute wiederum ein Gremium aus ihren Reihen, die Vorstenderen der Tunnen (‚Vorsteher der Tonnen‘), die diese Aufgabe bis 1849 wahrnahmen.

### Die Tonnen und Baken
Das korrekte Setzen der Seezeichen war eine verantwortungsvolle Aufgabe, da es für das sichere Ansteuern der Weser und somit für den Seehandel der Stadt von großer Bedeutung war. Erste Seezeichen dienten der Schifffahrt an der deutschen Nordseeküste bereits seit dem 11. Jahrhundert als Navigationshilfen – die älteste überlieferte Tonne wurde 1066 vor Mellum gesetzt. Fluss- und Seetonnen wurden seit jener Zeit zur Markierung von Untiefen oder Stellen, an denen eine Kursänderung vorzunehmen war, ausgelegt; zur Orientierung der Schiffer wurden an der Küste oder im Watt zusätzlich fest installierten Baken aufgestellt, die wie andere weithin sichtbare Landmarken (z. B. Kirchtürme) eine hohe, markante Form aufwiesen. Die Anzahl der ausgelegten Tonnen (und gesetzten Baken) stieg stetig an, zumal es im Laufe der Jahrhunderte auf Grund der zunehmenden Versandung der Weser zusehends schwieriger wurde, ein sicheres Fahrwasser zwischen Bremen und der offenen See zu markieren.
| Jahr              | 1457 | 1483 | 1585 | 1634 | 1690 | 1791 | 1825 | 1859 |
| Anzahl der Tonnen | 2    | 14   | 15   | 16   | 39   | 46   | 59   | 74   |

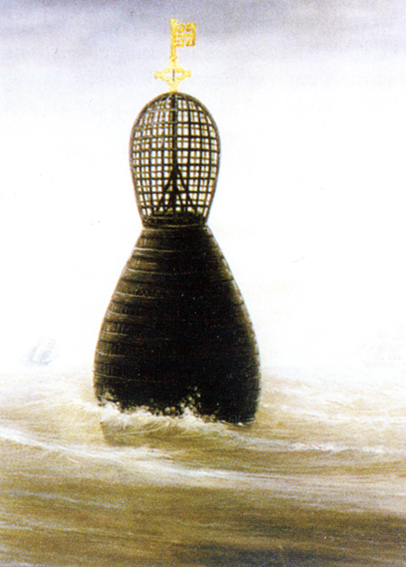
Historische Abbildung der Schlüsseltonne in der Außenweser

Die Lage der Seezeichen wurde in Karten verzeichnet und in Bekanntmachungen veröffentlicht. Die älteste bekannte Seekarte der Weser aus dem Jahr 1588 stammt von dem niederländischen Kartografen Lucas Janszoon Waghenaer, die älteste gedruckte Navigationsanweisung der Kaufmannschaft aus dem Jahr 1642. Besonders bedeutsam für die Ansteuerung der Weser war die 1664 nördlich von Wangerooge am Roten Sand erstmals ausgelegte Schlüsseltonne, die auch heute noch in Verwendung ist. Wichtig für die Navigation im Gebiet der Außenweser war darüber hinaus die Bremer Bake. 1697 erhielt Bremen nach längeren Verhandlungen mit Oldenburg die Erlaubnis, auf dem Hohe Weg Watt eine Bake zu errichten. Nachdem die erste, Smidtsteert genannte Bake, 1783 abbrannte, wurde etwas weiter südlich mit beträchtlichem finanziellem Aufwand eine neue große Markierung errichtet. Ab Anfang des 19. Jahrhunderts wurde hier ergänzend ein Feuerschiff ausgelegt, dass 1856 schließlich durch den Leuchtturm Hohe Weg ersetzt wurde.
Zuständig für das Auslegen, Einholen und Warten der Tonnen und Baken im Auftrag der Kaufmannschaft war ein sogenannter Barsemeister, der zu diesem Zweck von den Elterleuten einen Tonnenbojer zur Verfügung gestellt bekam. Die Seetonnen wurden jährlich am 22. Februar ausgelegt und am 11. November wieder eingeholt, damit sie im Winter nicht durch Eisgang zerstört oder versetzt wurden. Zwischen November und Februar wurden sie überholt, von Algenbewuchs befreit und neu geteert, um sie wasserdicht zu halten. Das Tonnenlager der Stadt befand sich auf dem Teerhof gegenüber der Schlachte. Der gesamte Bestand an ausgelegten und eingelagerten Seezeichen sowie sonstiger Materialien und Gerätschaften war in einem Tonnenbuch verzeichnet, das vom jeweils amtierenden Präses der Elterleute verantwortet wurde.
Die Tonnenbojer der Barsemeister befanden sich ursprünglich im Besitz der Stadt, später in Privatbesitz. Verschiedene Tonnenbojer – von denen offenbar bisweilen mehrere zur gleichen Zeit im Einsatz waren – sind überliefert, so um 1533 Die Drey Helden Davids oder danach Der Schwarze Adler. Die Größe eines solchen Schiffes aus dem Jahr 1573 wurde mit 45 Last angegeben, die Kosten für einen Neubau aus dem Jahr 1625 mit 6643 Reichstalern. Die Schiffe wurden teilweise in Bremen, teilweise in den Niederlanden gebaut und waren (vermutlich nach der Fertigstellung des Vegesacker Hafens 1623) in Vegesack stationiert. Da es sich beim Setzen von Seezeichen und dem Einziehen von Gebühren für die Fahrwassermarkierung immer auch um hoheitliche Aufgaben handelte, waren die Tonnenbojer bewaffnet. Vor dem Einsatz von Konvoischiffen, wie der Wappen von Bremen im 17. und 18. Jahrhundert, wurden die Tonnenbojer auch für Begleit- oder Kriegsfahrten eingesetzt, z. B. im Jahr 1647 als die Stadt durch einen Tonnenbojer Pfähle aus der Weser reißen ließ, die Oldenburg bei Elsfleth eingerammt hatte, um Zoll auf dem Fluss zu erheben, der von Bremen nicht anerkannt wurde. Darüber hinaus nutzte man die Tonnenbojer auch zum Freiholen auf Grund gelaufener Schiffe und für Fahrten des Rates oder vermietete sie, wenn sie nicht anderweitig gebraucht wurden.

### Das Tonnengeld
Zur Finanzierung des gesamten Tonnen- und Bakenwesen wurde eine Gebühr erhoben, das sogenannte Tonnengeld (bzw. Tonnen- und Bakengeld) – tonnengeldpflichtig waren alle bremischen wie fremden Schiffe, die jenseits von Langwarden (an der Spitze der Halbinsel Butjadingen) segelten und Bremer Seezeichen nutzten, um in die Wesermündung ein- oder auszufahren. Dies galt dabei nicht nur für Schiffe, die auf der Weser fuhren, sondern auch für solche, die von der Jade, der Geeste, der Lune, der Hunte oder vom Land Wursten aus segelten. Binnenschiffer auf der Unterweser waren von der Abgabe vermutlich befreit.
Die Höhe des Tonnengeldes richtete sich – neben einem Basisbetrag für das Schiff – nach dem Wert der Ladung und betrug vier Grote je 100 Mark Ladungswert. Im 17. Jahrhundert mussten fremde Schiffer das doppelte Tonnengeld Bremer Schiffer bezahlen. Zur Finanzierung besonderer Ausgaben, wie der Errichtung der Bremer Bake, wurde eine Sonderabgabe erhoben. Bei Zahlungsversäumnissen wurde die doppelte Summe als Bußgeld fällig. Zunächst direkt in Bremen vom Hafenmeister erhoben, beauftragten die Elterleute im Laufe der Zeit an verschiedenen Orten Bevollmächtigte mit dem Einziehen der Abgabe, so in Geestendorf (dokumentiert ab 1628) im Vieland (dokumentiert ab 1680), in Vegesack (dokumentiert ab 1686) und in zeitweise auch in Elsfleth.
Der Aufwand zur Berechnung und Verwaltung der Einnahmen war beträchtlich, da neben dem Namen des Schiffers, seiner Herkunft, dem Namen und der Größe des Schiffes, der Art und Menge seiner Ladung auch die Anzahl der Fahrten bzw. das Fahrtgebiet verzeichnet wurde, um das Tonnengeld zu berechnen. Das älteste erhaltene Rechnungsbuch für das Tonnengeld stammt aus dem Jahr 1532 von Eltermann Dyryck Vasmer. Eine Rechnung von 1577 verzeichnet Einnahmen in Höhe von 1057 Mark und 29 Grote, bei Ausgaben in Höhe von 789 Mark und 7 Grote. Das komplexe System führte dabei immer wieder zu Streitfällen und Beschwerden von Seiten der Schiffer. Zweimal im Jahr mussten die Elterleute den Mauerherren des Rates, die für die bremischen Stadtbefestigungen zuständig waren, Rechenschaft über die Einnahmen aus dem Tonnengeld erteilten. Da die Einnahmen und Ausgaben des Tonnen- und Bakenwesen stark konjunktur- und wetterabhängig waren, fand mit der Kasse der Mauerherren auch ein Ausgleich der Bilanzen statt, wenn mehr oder weniger eingenommen wurde, als für die Seezeichen benötigt wurde.

## Das Tonnen- und Bakenamt

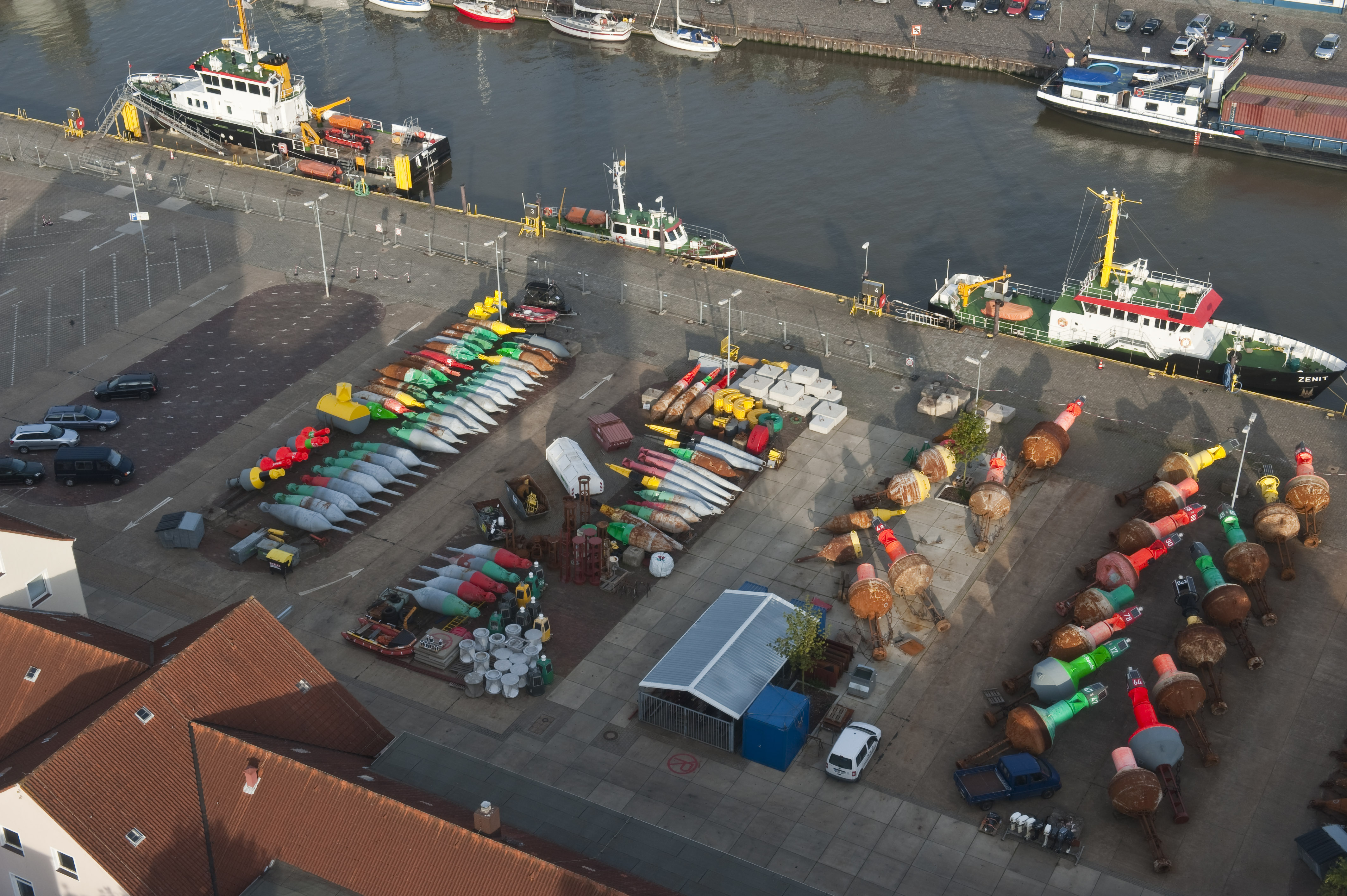
Tonnenhof Bremerhaven 2010

Bis 1849 waren die Elterleute für das Bremer Tonnen- und Bakenwesen zuständig, anschließend übernahm die Handelskammer Bremen als Nachfolgeorganisation der Kaufmannschaft diese Aufgabe. 1876 gründeten die drei Staaten Preußen, Oldenburg und Bremen das Tonnen- und Bakenamt als gemeinsame Behörde zum Unterhalt der Seezeichen in der Unterweser und der Wesermündung. Das Tonnengeld wurde durch ein Feuer- und Bakengeld ersetzt und als Sitz des neuen Amtes der Tonnenhof Bremerhaven an der Geestemündung in Bremerhaven eingerichtet. Die eigentliche Aufgabe des Auslegens und Wartens der Seezeichen verblieb bei Bremen. Das bekannteste Seezeichen, das vom Tonnen- und Bakenamt errichtet wurde, ist der Leuchtturm Roter Sand, der 1885 in Betrieb ging und heute unter Denkmalschutz steht. Am 1. April 1921 ging die Verwaltung der Wasserstraßen und Seezeichen schließlich in die Hoheit des Deutschen Reiches über, zunächst auf die Strombauverwaltung, dann auf die Wasserstraßendirektion und ab 1950 auf die Wasser- und Schiffahrtsdirektion. Offiziell wurde das Tonnen- und Bakenamt am 1. Februar 1934 aufgelöst, womit das eigenständige Bremer Tonnen- und Bakenwesen endete. Heute ist der Tonnenhof Sitz des Wasser- und Schifffahrtsamts Bremerhaven, das hier Tonnenleger und Vermessungsschiffe stationiert hat.